# Jan II van Nesle
Jan II van Nesle (Frans: Jean II de Nesle; ? - tussen september 1239 en januari 1240) was een heer van Nesle en burggraaf van Brugge uit het huis Nesle. Hij was een zoon van Jan I van Nesle (- 1197/1200) en Elisabeth van Peteghem.
Jan was een deelnemer aan de Vierde Kruistocht en voerde daarbij in 1202 een vloot van zijn leenheer, graaf Boudewijn IX van Vlaanderen, rond het Iberisch Schiereiland naar de haven van Marseille, waar hij de winter van 1202/1203 doorbracht. Daar pikte hij de vrouw van de graaf, Maria van Champagne, en de graaf Guigues III van Forez op. In plaats van zich bij de hoofdvloot van de kruistocht aan te sluiten, liet Jan zijn vloot direct naar Palestina varen, waar hij in het voorjaar van 1203 in Akko landde. Terwijl graaf Boudewijn in 1204 aan de verovering van Constantinopel deelnam en daarop tot keizer werd benoemd, vocht Jan in het Heilige Land tegen de Saracenen. In 1206 keerde hij terug naar zijn Vlaamse vaderland.
In het volgende jaar werd Jan aanvoerder van de pro-Franse factie onder de Vlaamse baronnen. Hierdoor geraakte hij in onmin met graaf Ferrand, die terug meer autonomie nastreefde. De graaf ontnam hem in 1212 zijn bezittingen, waarop Jan naar het koninklijke hof te Parijs trok. Hij vocht in 1214 aan de kant van koning Filips II Augustus tegen onder andere Ferrand in de slag bij Bouvines, waardoor hij na hun glansrijke overwinning door het verdrag van Parijs (1214)  naar Vlaanderen kon terugkeren. Hij kreeg bovendien een zetel in de grafelijke hofraad (curia comitis) én werd baljuw van Vlaanderen (ballivus Flandrie) en Henegouwen. Hij bevond zich echter omwille van zijn pro-Franse houding in de Vlaamse hofraad in een moeilijke positie doordat hij werd omringd door voornamelijk anti-Fransgezinde raadsleden, waardoor hij in 1224 besloot permanent naar het Franse koninklijk hof te verhuizen en het burggraafschap van Brugge tegen een hoge prijs aan gravin Johanna I van Vlaanderen verkocht. Zijn positie als baljuw van Vlaanderen werd nu overgenomen door Vlaamse ridder Arnulf IV van Oudenaarde.
In 1226 vergezelde hij koning Lodewijk VIII op diens Katharenkruistocht en was datzelfde jaar een van de twaalf graven die bij de kroning van koning Lodewijk IX (Lodewijk de Heilige) als getuige optraden. In 1234 begeleidde hij diens bruid, Margaretha van Provence, van haar thuisland naar Parijs.
Jan was getrouwd met Eustachia van Saint-Pol (overleden vóór 1241), een dochter van graaf Hugo IV van Saint-Pol en Yolande van Soissons. Hij liet geen kinderen na en werd daarom door zijn neef, Rudolf I van Clermont-Ailly (Huis Clermont) als heer van Nesle opgevolgd. Jan had in 1202 een cisterciënzerabdij in de buurt van Parijs (Abbaye-aux-Bois) gesticht, waar hij na zijn dood werd begraven.
Jan II van Nesle, of zijn gelijknamige vader, zijn naar voren geschoven als mogelijke kandidaten voor de mysterieuze troubadour Blondel de Nesle te zijn. Aan hem werd de proza-roman Perlesvaus (Perceval le gallois) opgedragen.